# Fiabe russe
Fiabe russe (in russo Народные русские сказки?, Racconti popolari russi) è una collezione letteraria di favole e leggende del folclore, trascritta e pubblicata da Alexandre Afanasyev tra il 1855 e il 1863. La raccolta contiene anche storie ucraine e bielorusse, assieme a quelle russe perché parte del sostrato culturale slavo presente all'epoca nell'impero dei Romanov. La sua opera è esplicitamente basata sul modello fornito dai fratelli Grimm.
Vladimir Propp ha attinto soprattutto da questa raccolta per la sua nota teoria fiabologica (Morfologia del racconto popolare e La fiaba russa).

## Lista
Una selezione delle fiabe contenute all'interno dei volumi:
- Vasilisa la Bella;
- Moročko, protagonista di Padre Inverno;
- Sorella Alënuška, Fratello Ivanuška;
- La principessa rana;
- Sneguročka, protagonista de La fanciulla di neve;
- Le dodici principesse danzanti;
- L'Uccello di Fuoco e la Principessa Vassilissa;

## Edizioni
- (RU) Alexandre Afanasyev, Народные русские сказки (National Russian Tales), 3 voll. (1ª edizione, 1859), 2ª ed., 1984  [1873].
  - vol. 1; vol. 2; vol. 3.

Traduzioni
Alcune storie e citazioni di questa antologia fiabesca sono state pubblicate più volte all'estero:
- (EN) Leonard A. Magnus (a cura di), Russian Folk Tales, 1916.
- (DE) Anna Meyer (a cura di), Russische volksmärchen, 1906.
- La Vittoria di Ivan e altre fiabe russe, I libri delle novelle, n. 32, Firenze, Salani, 1950, SBN CUB0671441.
- Gabriella Brenzini Berson (a cura di), La principessa Ranocchio e altre fiabe popolari russe, Firenze, Salani, 1930, SBN UBO0144880.
- Irina Kessler (a cura di), I tre regni. Fiabe russe, Como, Noseda, 1945, SBN PA10001955.
- Nella Orano (a cura di), Fiabe russe, Milano, F.lli Fabbri, 1955, SBN CUB0411047.
- Fiabe popolari russe, traduzione di Maria Fabris, Rocca San Casciano (Firenze), Cappelli, 1967, SBN RLZ0075179.
- Antiche fiabe russe, traduzione di Gigliola Venturi, prefazione di Franco Venturi, Torino, Einaudi, 1953, SBN TO01702432.
- Alexandre N. Afanasyev e Alexandre Pushkin, Masha e Orso e altre fiabe russe, illustrazioni di Ivan Bilibin, BUR, Milano, Rizzoli, 2015, ISBN 978-88-17-08442-0.
- Alexandre N. Afanasyev, Fiabe russe proibite, a cura di Pia Pera, con Boris Andreevič Uspenskij e Giuseppe Pitré, Milano, Garzanti, 1990, ISBN 88-11-59802-8.